# 1896年美國總統選舉
1896年美國總統選舉是第28次四年一度的總統選舉，於1896年11月3日星期二舉行。共和黨候選人前州長威廉·麥金萊擊敗了民主黨候選人前眾議員威廉·詹寧斯·布萊恩。1896年的競選活動發生在被稱為1893年恐慌的經濟蕭條時期，是一場政黨重組，結束了舊的第三政黨體系並開始了第四政黨體系。
現任民主黨總統格羅弗·克利夫蘭沒有尋求連續第二個任期（這將是他的第三個任期），讓民主黨提名保持開放。布萊恩是一名律師和前國會議員，他的黃金十字勳章演講激起了人們的支持，他呼籲改革貨幣體系，並抨擊商界領袖是持續經濟蕭條的原因。1896年民主黨全國代表大會否決了克利夫蘭政府，並在第五次總統選舉中提名布萊恩。布萊恩隨後贏得了人民黨的提名，該黨在1892年贏得了幾個州，並分享了布賴恩的許多政策。與布萊恩相反，一些波旁民主黨的保守派人士創建了國家民主黨並提名參議員約翰·M·帕爾默。麥金萊在1896年共和黨全國代表大會的第一次投票中大獲全勝。
自1893年恐慌爆發以來，該國陷入了嚴重的經濟蕭條，其特點是物價低、利潤低、失業率高和暴力罷工。經濟問題，特別是關稅政策以及是否應該為貨幣供應保留金本位制的問題是核心問題。麥金萊建立了一個保守的聯盟，其中有大量的商人、專業人士和富裕的農民，以及因布萊恩的農業政策而被拒之門外的熟練工廠工人。麥金利在城市和美國東北部、中西部上游和太平洋海岸最強。共和黨競選經理馬克·漢納在350萬美元預算的推動下，開創了許多現代競選技巧。布萊恩將他的競選活動描述為工人對富人的討伐，富人通過限制貨幣供應使美國陷入貧困。他說，白銀供應充足，如果鑄成貨幣，將恢復繁榮，同時削弱貨幣信託的非法力量。布萊恩在南部、中西部農村和洛磯山區各州最強。布萊恩的道德修辭和對通貨膨脹的討伐（由雙金屬制度產生）疏遠了保守派。這也是該國建州以來唯一一次共和黨在沒有獲得堪薩斯州、南達科他州、猶他州或懷俄明州的情況下贏得總統職位的選舉。這是自1876年以來第一次任何候選人贏得多數選票的選舉，也是自1872年以來共和黨人士的第一次選舉。
布萊恩在中西部的搖擺州大力競選，而麥金萊則進行了“前廊”競選。在一場激烈的角逐結束後，麥金萊贏得了多數普選票和選舉人票。布萊恩贏得了46.7%的普選票，而帕爾默贏得了不到1%的選票。投票率非常高，在許多地方超過了90%的合格選民。民主黨對其波旁派系的否定在很大程度上使布萊恩及其支持者在1920年代之前一直控制著民主黨，並為共和黨統治第四政黨體系奠定了基礎。

## 外部連結
- Presidential Election of 1896: A Resource Guide （页面存档备份，存于） from the Library of Congress
- 1896 popular vote by counties
- McKinley & Hobart campaign handkerchief in the Staten Island Historical Society Online Collections Database （页面存档备份，存于）
- Election of 1896 in Counting the Votes 的存檔，存档日期September 23, 2019，.